# Outremont
 (mars 2016).
Si vous disposez d'ouvrages ou d'articles de référence ou si vous connaissez des sites web de qualité traitant du thème abordé ici, merci de compléter l'article en donnant les références utiles à sa vérifiabilité et en les liant à la section « Notes et références ».
Pour les articles homonymes, voir Outremont (homonymie).
Outremont est un arrondissement de la ville de Montréal, au Québec (Canada). Avant les réorganisations municipales de 2002, c'était une municipalité indépendante fondée par Louis Beaubien, sur les terres héritées de son père, Pierre Beaubien.
Situé au centre de la ville, l'arrondissement couvre une superficie de 3,84 km², le plus petit de Montréal, et compte une population de 24 629 habitants lors du recensement de 2021.
Depuis la fin de la première moitié du XXe siècle, Outremont est essentiellement résidentiel. C'est également généralement considéré comme un secteur aisé de la ville.

## Toponymie
L'origine du nom Outremont provient de la langue populaire. À l'époque où Ville-Marie n'était qu'une petite bourgade, au XVIIe siècle, les déplacements devaient se faire en charrette et le voyage pouvait être périlleux. Les gens désireux de se rendre à la campagne, au bord de la rivière des Prairies, au nord de Montréal, devaient passer par le mont Royal, donc outre le mont. C'est ainsi que l'on désignait cette région « outre-le-mont ».
Au XIXe siècle, le secteur attire les Montréalais. On lotit les terrains et une agglomération s'organise. Le nom d'Outremont s'impose graduellement, nom qui était donné à la ferme Bouthillier (ferme Outre-Mont), construite entre 1833 et 1838, et finit par entrer dans les usages.

## Histoire

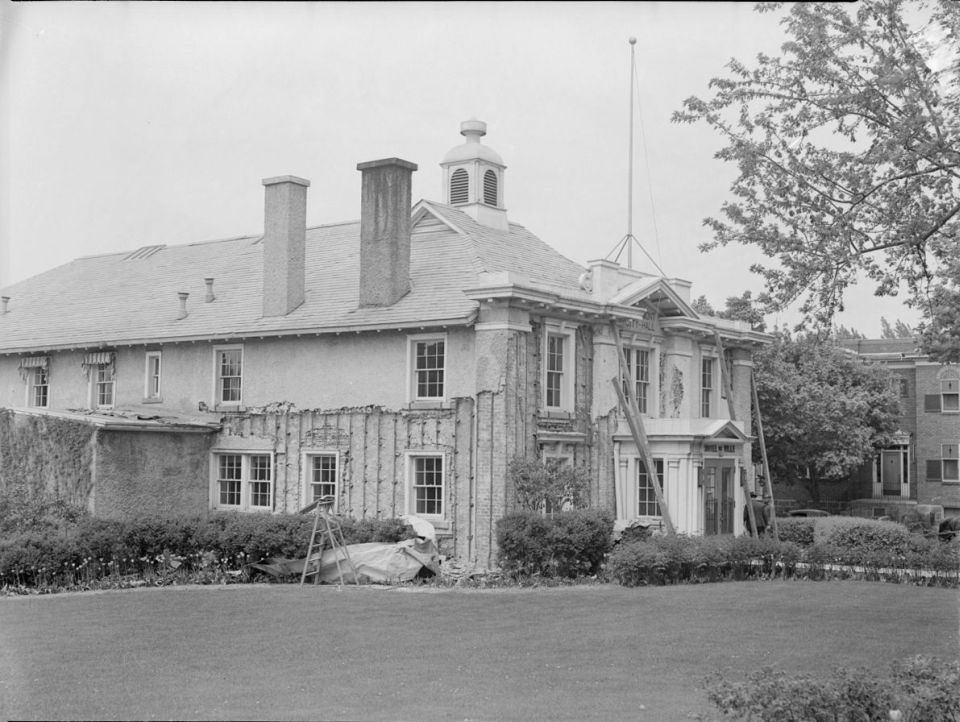
Travaux de rénovation du revêtement extérieur de l'Hôtel de ville d'Outremont, chemin de la Côte-Sainte-Catherine, 1938.

La ville d’Outremont naquit à la fin du XIXe siècle par l’initiative de Louis Beaubien, alors député fédéral. Il eut recours à l’astuce de compter les granges et autres bâtiments agricoles comme des habitations dans le but d’atteindre le nombre minimum requis de maisons pour avoir le statut de ville. C’est le 23 février 1875 que le gouvernement sanctionne le village. La municipalité change son nom de Côte-Sainte-Catherine pour Outremont. Moins de 300 personnes y vivent à ce moment. Outremont obtient son statut de municipalité 20 ans plus tard et celui de cité en 1915.
Outremont resta une ville plutôt agricole pendant un certain temps. Il fallut attendre l’arrivée des Clercs de Saint-Viateur avant de voir un lotissement plus systématique (1887). En effet, la jeune communauté religieuse, invitée pour enseigner à Montréal par Mgr Ignace Bourget, vit venir l’expansion des banlieues. Les clercs eurent le pressentiment que les terrains adjacents à leurs installations intéresseraient bientôt les gens de la ville alors portés à monter vers le nord. Ils achetèrent bon nombre de terres dans le but de les lotir et de les vendre à profit. Cela explique aussi pourquoi un certain nombre de rues portent des noms en relation avec les Clercs de Saint-Viateur.
Dès le début, la ville s'inspire des théories d'urbanisme pour imposer un zonage, une réglementation de la construction, un plan d'aménagement, la plantation d'arbres et la création d'espaces verts. Seules quelques artères sont désignées pour la circulation plus dense. Le chemin de la Côte-Sainte-Catherine est une de ces voies. Elle est la plus ancienne de la ville.
En 1927, la ville d'Outremont est la première à acheter une souffleuse à neige inventée par Arthur Sicard.
Avec le XXe siècle, Outremont se développe d'un seul souffle. Au cours des trente premières années du siècle, 2 500 bâtiments y sont érigés et la ville devient un vaste chantier.
Au début des années 1940, la population atteint 30 000 personnes, dont une proportion toujours grandissante de Canadiens français. C'est dorénavant un signe de promotion sociale que de déménager de l'est de Montréal vers Outremont, considérée comme le site résidentiel le plus chic de l'île. Toutefois, après 1945, les espaces de construction se raréfient à Outremont et la population se stabilise.
Le 1er janvier 2002, Outremont est fusionnée à Montréal. Elle cesse d'exister en tant que municipalité autonome et devient l'un des arrondissements de la nouvelle ville.

## Sites et monuments

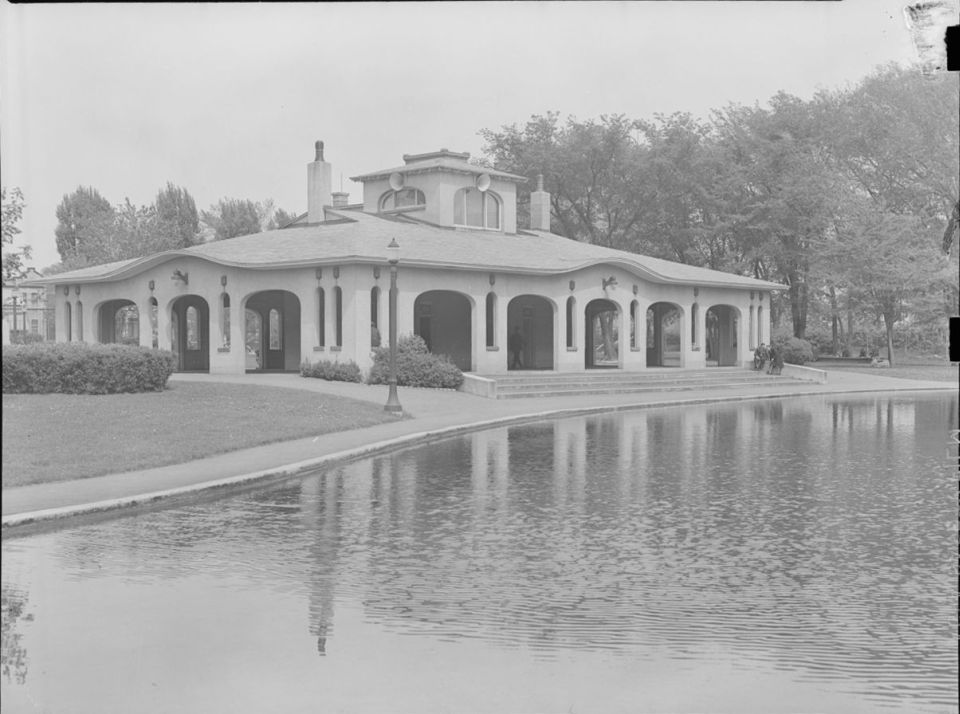
Parc Saint-Viateur, 1938.

Outre ses nombreuses villas et riches demeures, Outremont se distingue par un ensemble de sites aménagés et d'édifices monumentaux.
- Parc Beaubien : ancien domaine de la famille Beaubien, dont Joseph Beaubien qui fut maire de 1910 à 1949. Le domaine est converti en parc en 1978.
- Hôtel de ville : construit en 1817, le bâtiment sert d'entrepôt pour la Compagnie de la Baie d'Hudson, d'école, puis de prison et de mairie à partir de 1963. Il s'agit du plus vieux bâtiment de la ville.
- Cimetière Mont-Royal : ouvert en 1852, le cimetière a fait l'objet de plusieurs embellissements, le portique de J. W. Hopkins de 1862, les aménagements paysagers de J. C. Sydney, d'Ormiston Roy et d'Henry Teuscher, plusieurs monuments dont le caveau de la famille Molson. Le four crématoire construit en 1862 est le premier au Canada.
- Parc Pratt : acquis par la ville en 1929, le parc est inauguré en 1931 selon les plans d'Émile Lacroix, d'Aristide Beaugrand-Champagne et de Thomas Barnes. Il abrite un ruisseau et plusieurs espèces d'arbres et de fleurs. Il est nommé Pratt du nom de la famille à qui appartenait le site.
- Parc Joyce : nommé d'après Alfred Joyce, maire d'Outremont de 1905 à 1907, qui avait acquis en 1883 la villa de John Clarke construite en 1830. La propriété entourée d'un vaste jardin est cédée à la ville et est transformée en parc en 1926. La villa est cependant détruite en 1937.
- Église Sainte-Madeleine : construite en 1925. Une église temporaire avait été construite en 1909, convertie depuis en service de garde pour enfants.

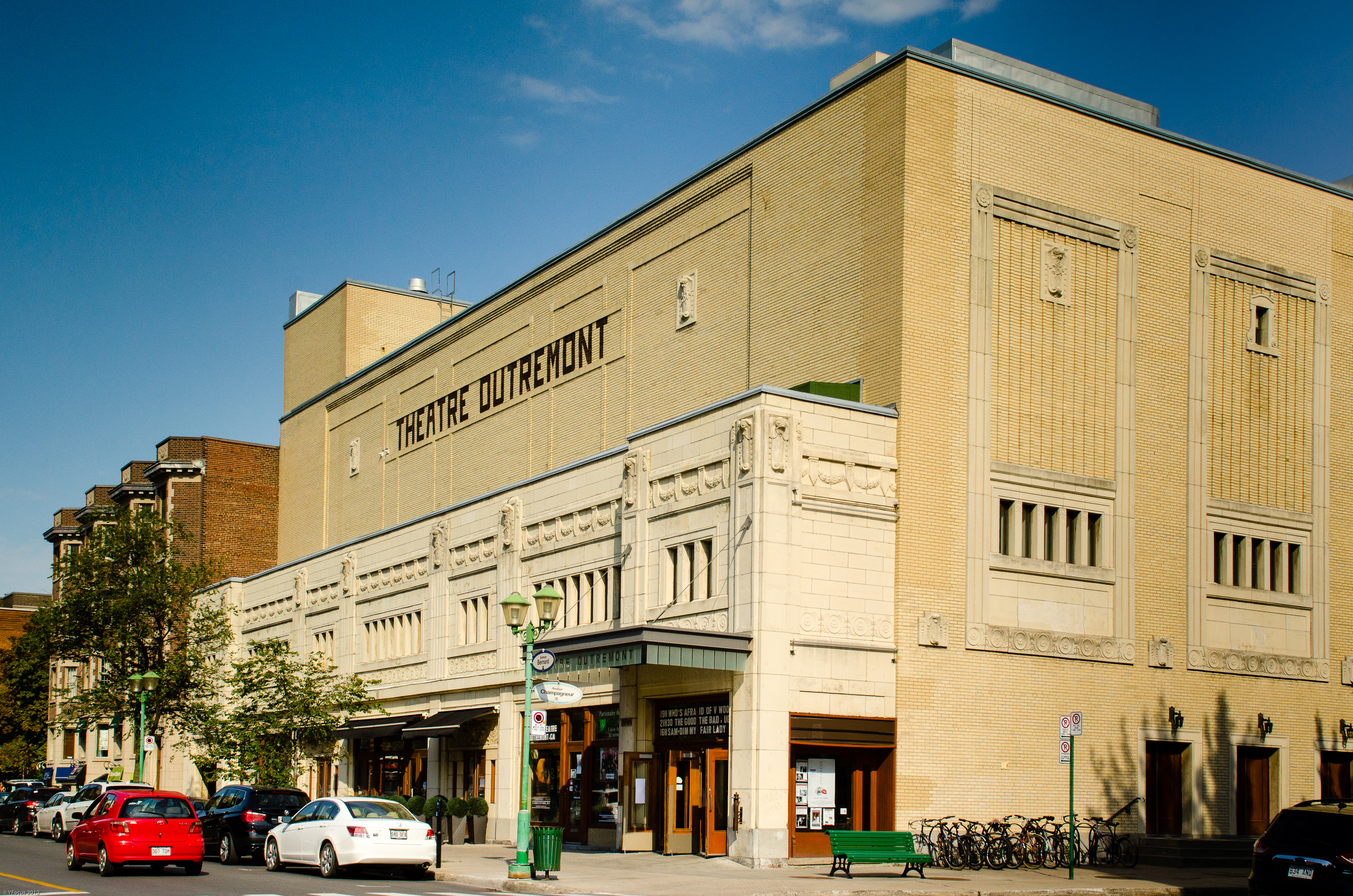
Le théâtre Outremont en 2012.

- Le théâtre Outremont en 2012.Parc Outremont : datant de 1903, le parc abrite des aires de jeux, une fontaine et un cénotaphe, sculpture de Hervé Hébert. Devant le parc, Aristide Beaugrand-Champagne avait fait construire sa maison en 1922, caractéristique par son toit cathédrale et son revêtement de stuc. Son étang est alimenté par le ruisseau d'Outremont[1].
- Parc Saint-Viateur : ouvert en 1930, le parc possède un étang en anneau et un pavillon à arcades (attribué à Aristide Beaugrand-Champagne), accessible par un pont en pierre.
- Théâtre Outremont : construit en 1928 par l'architecte René Charbonneau, richement décoré par Emmanuel Briffa et cité monument historique en 1987.
- Église Saint-Viateur : d'inspiration gothique, construite en 1911, l'église bénéficie d'un imposante décoration intérieure à laquelle ont participé Guido Nincheri, Henri Perdriau, Philippe Lemay, Médard Bourgault et Olindo Gratton.
- L'école Nouvelle-Querbes : institution d'enseignement ouverte en 1916 sous le nom d'Académie Querbes.
- Le Pensionnat Saint-Nom-de-Marie: institution d’enseignement secondaire privée pour filles fondée en 1905.

## Démographie
Depuis les années 1980, la population de la ville puis de l'arrondissement d'Outremont est stable. Elle oscille autour de 23 000 personnes. L'arrondissement étant généralement loti, peu d'endroits permettent la construction de nouvelles maisons, mis à part la reconversion en quartier de l'ancienne gare de triage Outremont à partir de la fin des années 2010.

En 2017, la densité de population est de 6 221,8 habitants au kilomètre carré.
| 1971   | 1976   | 1981   | 1986   | 1991   | 1996   | 2001   | 2006   | 2011   |
| ------ | ------ | ------ | ------ | ------ | ------ | ------ | ------ | ------ |
| 28 552 | 27 089 | 24 338 | 23 080 | 22 935 | 22 570 | 22 935 | 22 897 | 23 566 |

| 2016   | 2021   | - | - | - | - | - | - | - |
| ------ | ------ | - | - | - | - | - | - | - |
| 23 954 | 24 629 | - | - | - | - | - | - | - |

La population est en majorité francophone, avec une importante communauté juive hassidique qui compte 3 055 personnes parlant yiddish à la maison en 2016.

## Administration
Outremont est, depuis 2002, un arrondissement de Montréal. Il est ainsi dirigé par un conseil d'arrondissement chargé des affaires locales. Le conseil de ville de Montréal est chargé de certaines matières qui concernent l'ensemble de la ville. Seul le maire d'Outremont siège à la fois au conseil d'arrondissement et au conseil de ville.
Pour le mandat 2021-2025, le maire de l'arrondissement d'Outremont est Laurent Desbois, élu à l'occasion des élections municipales du 7 novembre 2021.
Les conseillers d'arrondissement sont :
- Valérie Patreau (Projet Montréal, district Joseph-Beaubien) ;
- Caroline Braun (Ensemble Montréal, district Jeanne-Sauvé) ;
- Mindy Pollak (Projet Montréal, district Claude-Ryan) ;
- Marie Potvin (Ensemble Montréal, district Robert-Bourassa).

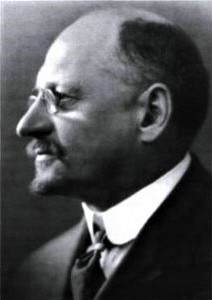
Joseph Beaubien, maire de 1910 à 1949

### Jumelages
- Le Vésinet (France) depuis 1975
- Oakwood, Ohio (États-Unis) depuis 1976

## Transports

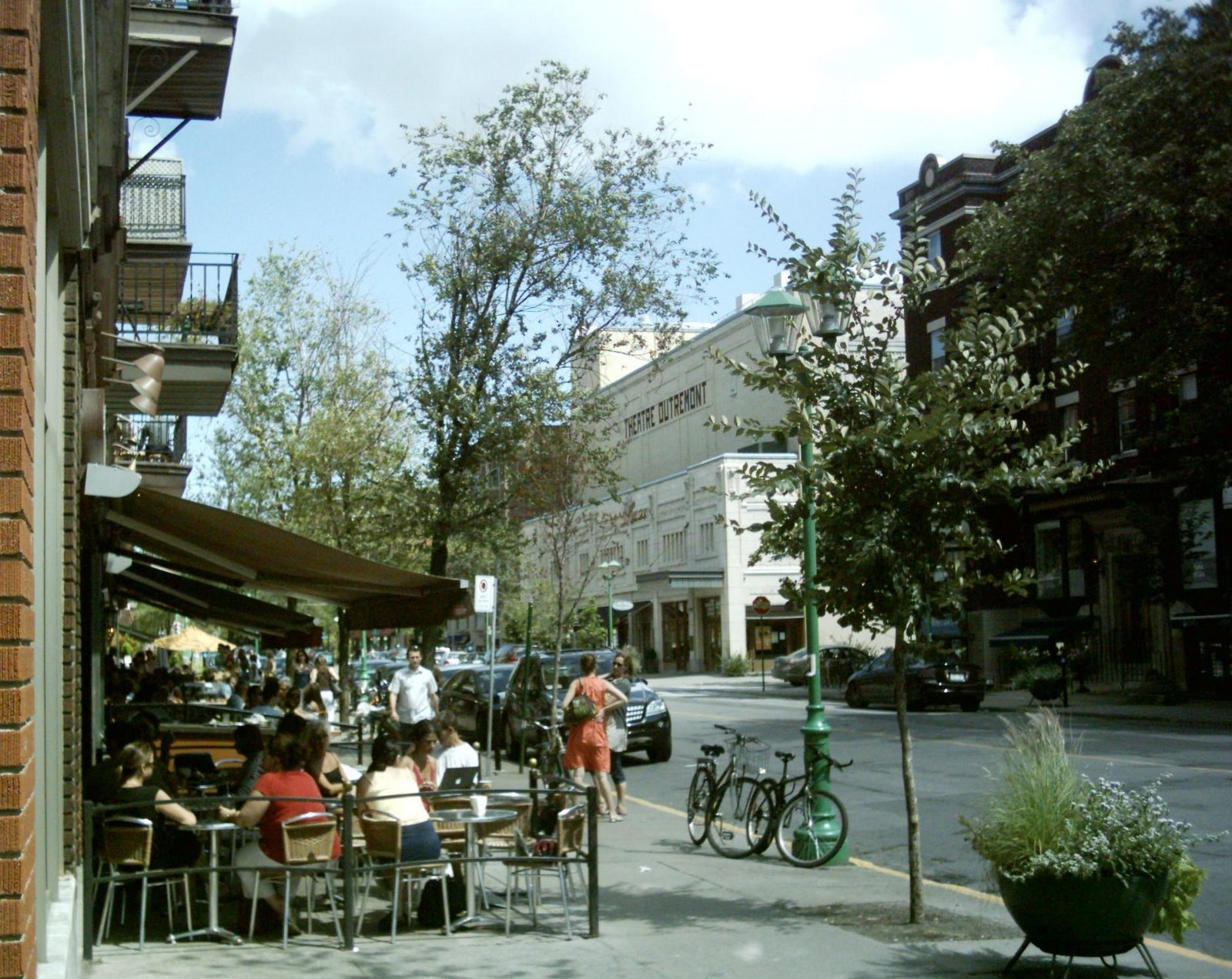
L'avenue Bernard et le théâtre Outremont en arrière-plan.

L'artère la plus importante qui traverse l'arrondissement est le chemin de la Côte-Sainte-Catherine alors que les principales rues commerçantes sont l'avenue Laurier Ouest, l'avenue Bernard et l'avenue Van Horne.

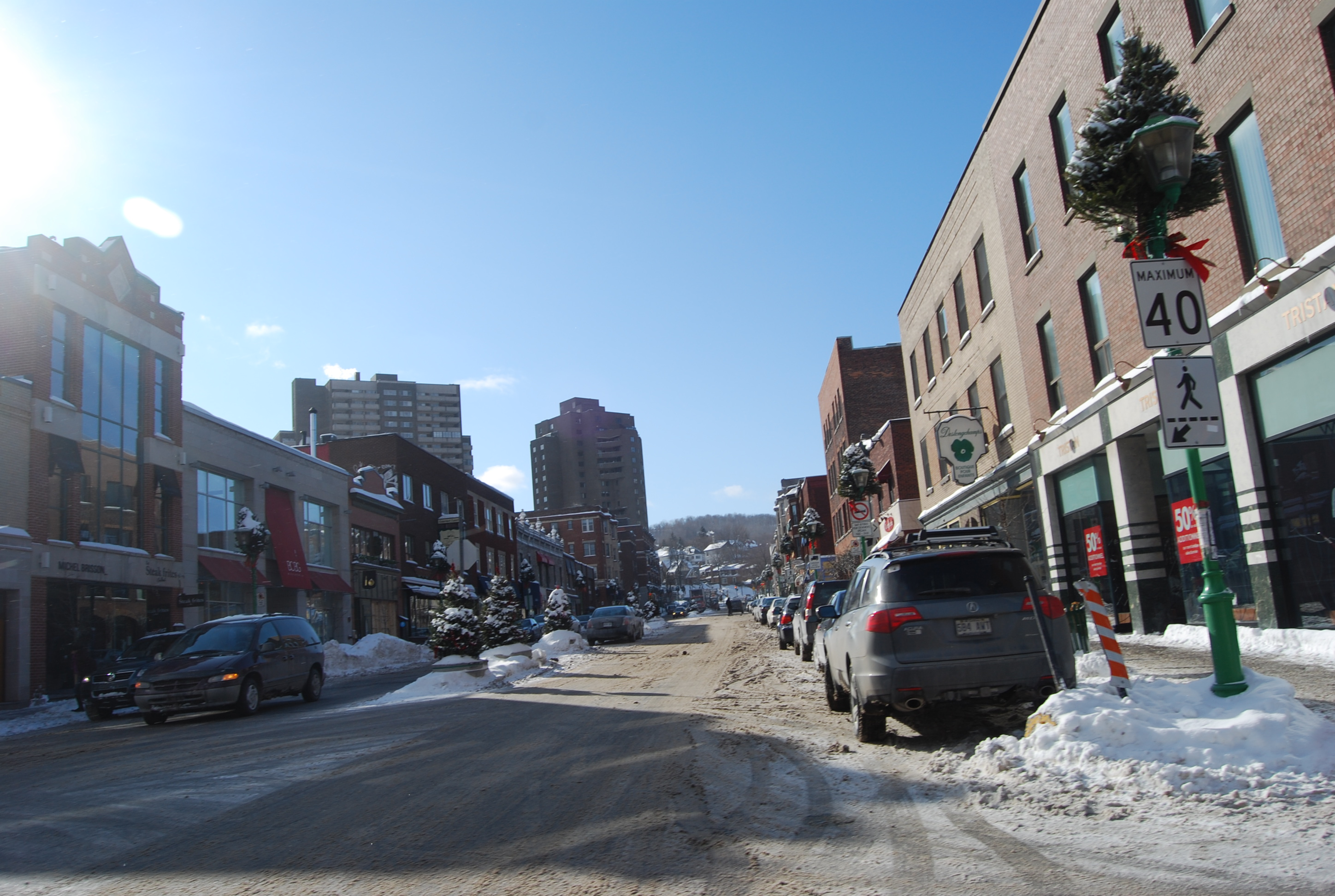
L'avenue Laurier Ouest.

La ligne bleue du métro de Montréal traverse également Outremont d'est en ouest. La station de métro Outremont est située au centre de l'arrondissement alors que la station Édouard-Montpetit est située à l'extrême sud-ouest. Seul l'édicule Est est par ailleurs situé sur le territoire de l'arrondissement, l'autre étant dans Côte-des-Neiges–Notre-Dame-de-Grâce. En construction, la station Édouard-Montpetit du Réseau express métropolitain sera également située sur le territoire d'Outremont.

## Éducation
- Université de Montréal, une autre partie du campus est dans l'arrondissement de Côte-des-Neiges–Notre-Dame-de-Grâce
- Collège Stanislas
- École de musique Vincent-d'Indy
- École secondaire Paul-Gérin-Lajoie-d'Outremont
- École secondaire du SAS
- École primaire Lajoie
- École primaire Guy-Drummond (programme international)
- École primaire Saint-Germain-d'Outremont
- École Nouvelle-Querbes (programme alternatif)
- Pensionnat du Saint-Nom-de-Marie
- Externat Mont-Jésus-Marie
- Centre d'éducation des adultes Outremont

## Culture
Parmi les institutions culturelles, on peut mentionner la bibliothèque Robert-Bourassa et le théâtre Outremont.

### Bibliothèque Robert-Bourassa
Cette bibliothèque publique fait partie du réseau Bibliothèques de Montréal. Située au 41, avenue Saint-Just, son nom rappelle la mémoire de Robert Bourassa, ancien premier ministre du Québec.

### Théâtre Outremont
Cette salle de spectacle, située sur l’avenue Bernard, a été construite en 1928 sur les plans de l'architecte René Charbonneau, dans le style Art déco. Ouvert, en 1929, la vocation du théâtre est principalement consacrée aux arts de la scène et au cinéma.

### Maison internationale des arts de la marionnette
Situé dans l'îlot Saint-Viateur, cette ancienne écurie rénovée en centre d'art consacré à la marionnette, à ouvert ses portes en 2018. Il abrite les locaux de l'Association québécoise des marionnettistes, ainsi que du festival Casteliers.

### Fictions dont l'action se situe ou qui réfèrent à Outremont

#### Romans et pièces de théâtre
- Les Velder, Robert Choquette, 1941
- Le poids du jour, Ringuet, 1949
- La patience des justes, P. de Grandpré, 1966, p.56.
- L'Hiver de force, Réjean Ducharme, 1973, p.74 (édition 1984).
- Mon père, ce héros, Mordecai Richler, 1977
- L'impromptu d'Outremont, Michel Tremblay, 1980
- Les têtes à Papineau, Jacques Godbout, 1981, p. 66.
- Maryse, Francine Noël, 1983
- Une femme muette, G. Étienne, 1983, p. 12.
- Le train sauvage, R. Plante, 1984, p.138.
- Encore une partie pour Berri, Pauline Harvey, 1985
- Comment faire l'amour avec un nègre sans se fatiguer, Dany Laferrière, 1985
- Choses crues, Lise Bissonnette, 1995
- Une enfance à l'eau bénite, Denise Bombardier, 1985
- Madame Perfecta, Antonine Maillet, 2001
- Hadassa, Myriam Beaudoin, 2006
- Le sourire de la petite juive, Abla Farhoud, 2011
- Les Charbonneau d'Outremont, Héloïse Brindamour, tome 1 et 2, 2013
- Yiosh!, Magali Sauves, 2014
- La tempête, Gabriel Anctil, 2015
- Les aventures érotiques d'un écorché vif, Gabriel Anctil, 2016
- Au péril de la mer, Dominique Fortier, Éditions Alto, 2016, (Prix littéraire du Gouverneur général 2016).
- Rollande Desbois: la gastronomie en héritage, [Anne Fortin, Emilie Villeneuve], Éditions de l'Homme, 2018

#### Cinéma
- Comment ma mère accoucha de moi durant sa ménopause, réalisé par Sébastien Rose, 2003. Ce film a été notamment tourné à la bibliothèque Robert-Bourassa.
- Félix et Meira, réalisé par Maxime Giroux et scénarisé par Alexandre Laferrière, 2014.

## Galerie

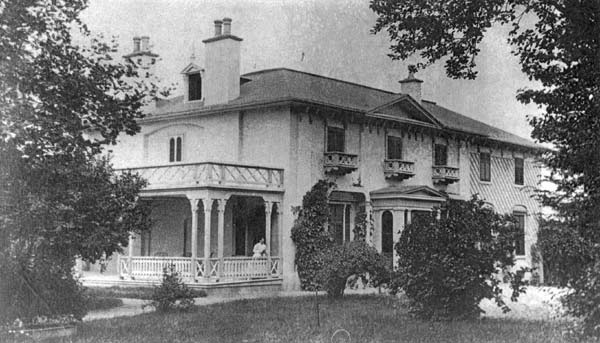
La maison Bouthillier, appelée ferme Outre-Mont qui a donné son nom à la ville d'Outremont.
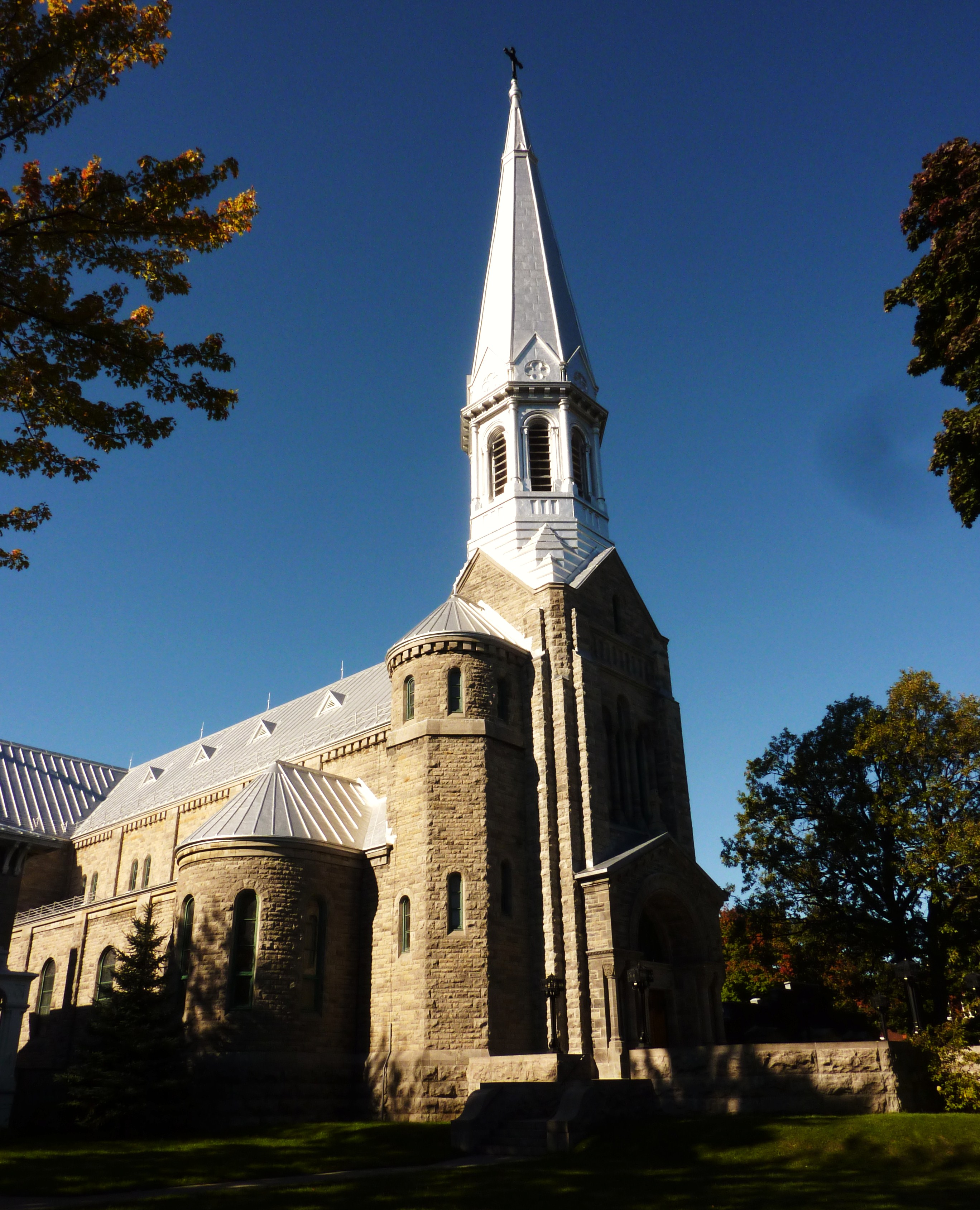
Église Sainte-Madeleine.
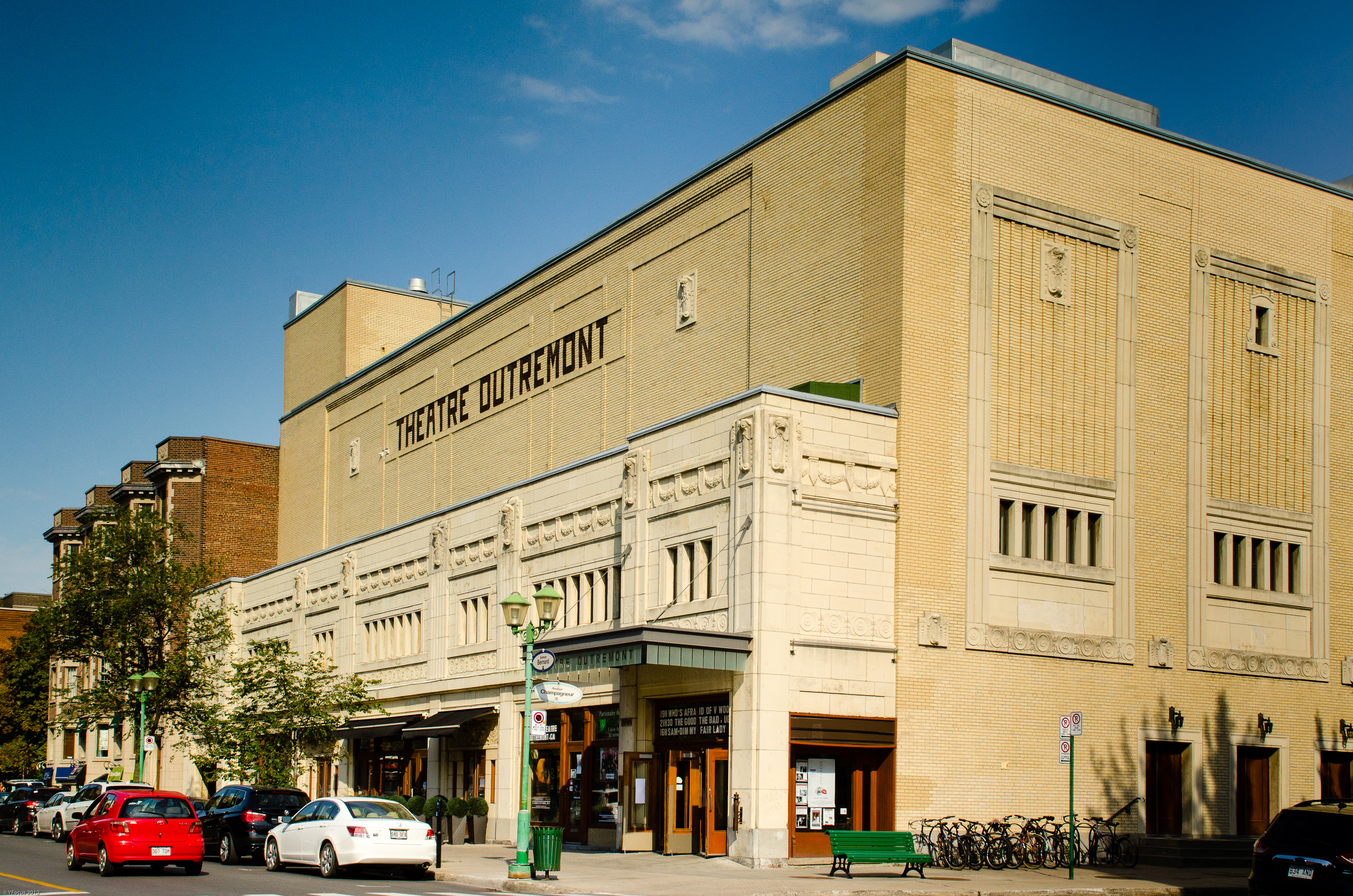
Théâtre Outremont.
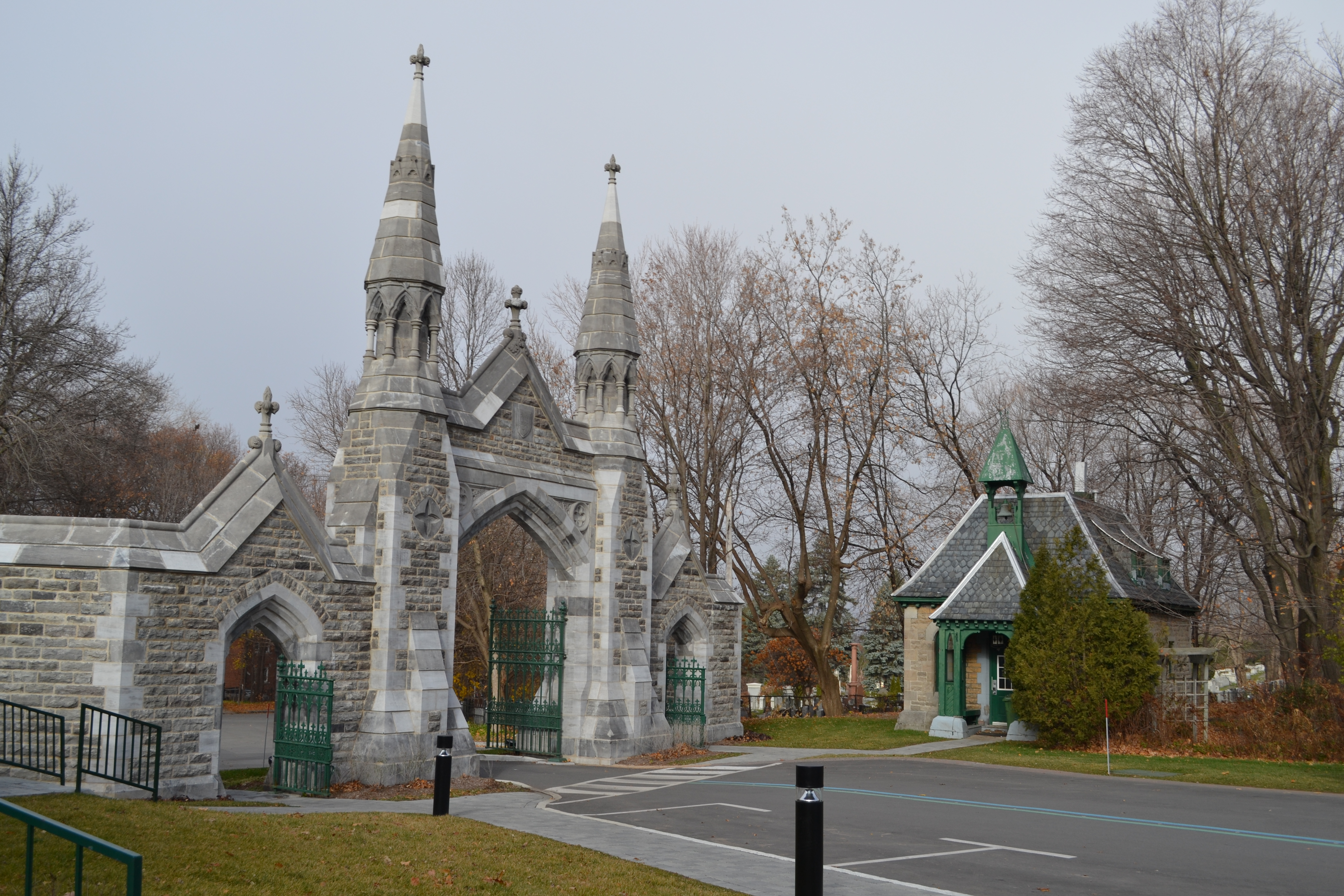
Portail d'entrée du cimetière Mont-Royal.